# Phaonia czernyi
Phaonia czernyi är en tvåvingeart som beskrevs av Willi Hennig 1963. Phaonia czernyi ingår i släktet Phaonia och familjen husflugor. Arten är reproducerande i Sverige. Inga underarter finns listade i Catalogue of Life.